# Philotes sonorensis
Philotes sonorensis là một loài bướm ngày thuộc họ Lycaenidae.

## Hình ảnh

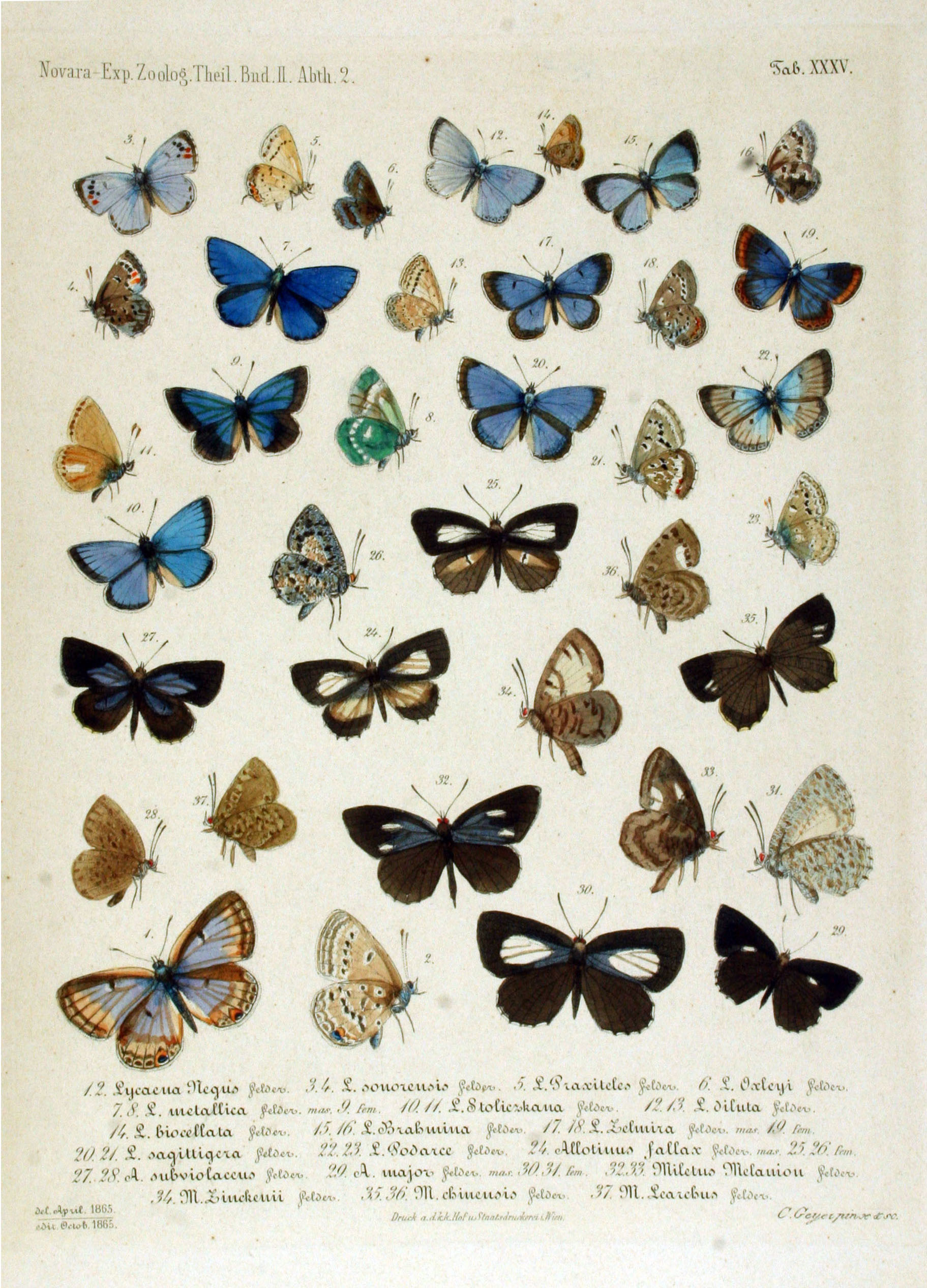